# Polarbearz
Polarbearz var en elektronisk musikduo från Gällivare bestående av Joakim Lithner och Markus Mattsby.
Låttexterna var på engelska och sjöngs av olika gästvokalister, varav bland andra Angelica Larsson var ett återkommande samarbete.
Lithner och Mattsby började samarbetet 2012 i rockbandet Season One, som bland annat spelade på Sweden Rock 2014. När tiden gick upptäckte de att det inte var hårdrock, utan den elektroniska musiken som låg dem närmast.
Duon debuterade med singeln Recognize 2017, och blev "veckans färsking" vecka 43 2018 på P4 Norrbotten med låten Together Now, där Camilla Neideman från Le Chat Mort stod för sången och Arc North medverkade.

## Singlar
- Recognize – 2017
- Lost – 2019
- All Night – 2019
- Together Now – 2018
- Everyone Goes – 2019
- Keep Me – 2020
- You Light Me Up – 2020
- Friday – 2020
- Because Of U – 2020
- Beautiful Thing – 2020
- Why Do We Run – 2020